# Exorista pseudorustica
Exorista pseudorustica là một loài ruồi trong họ Tachinidae.